# مورچه شکر نواری
مورچه شکر نواری (کمپونتوس کنسوبرینوس) نام گونه‌ای مورچه بومی استرالیا است. این مورچه از سرده مورچه های درودگر در زیرخانواده فرمیکینا است. ویلهلم فردیناند اریکسون آلمانی نخستین بار این گونه را توصیف کرد. نام گزینی آن بر اساس علاقه این مورچه به شکر و غذاهای شیرین است و همچنین نوار باریک نارنجی- قهوه‌ای است که شکمچه آن را در بر گرفته است.

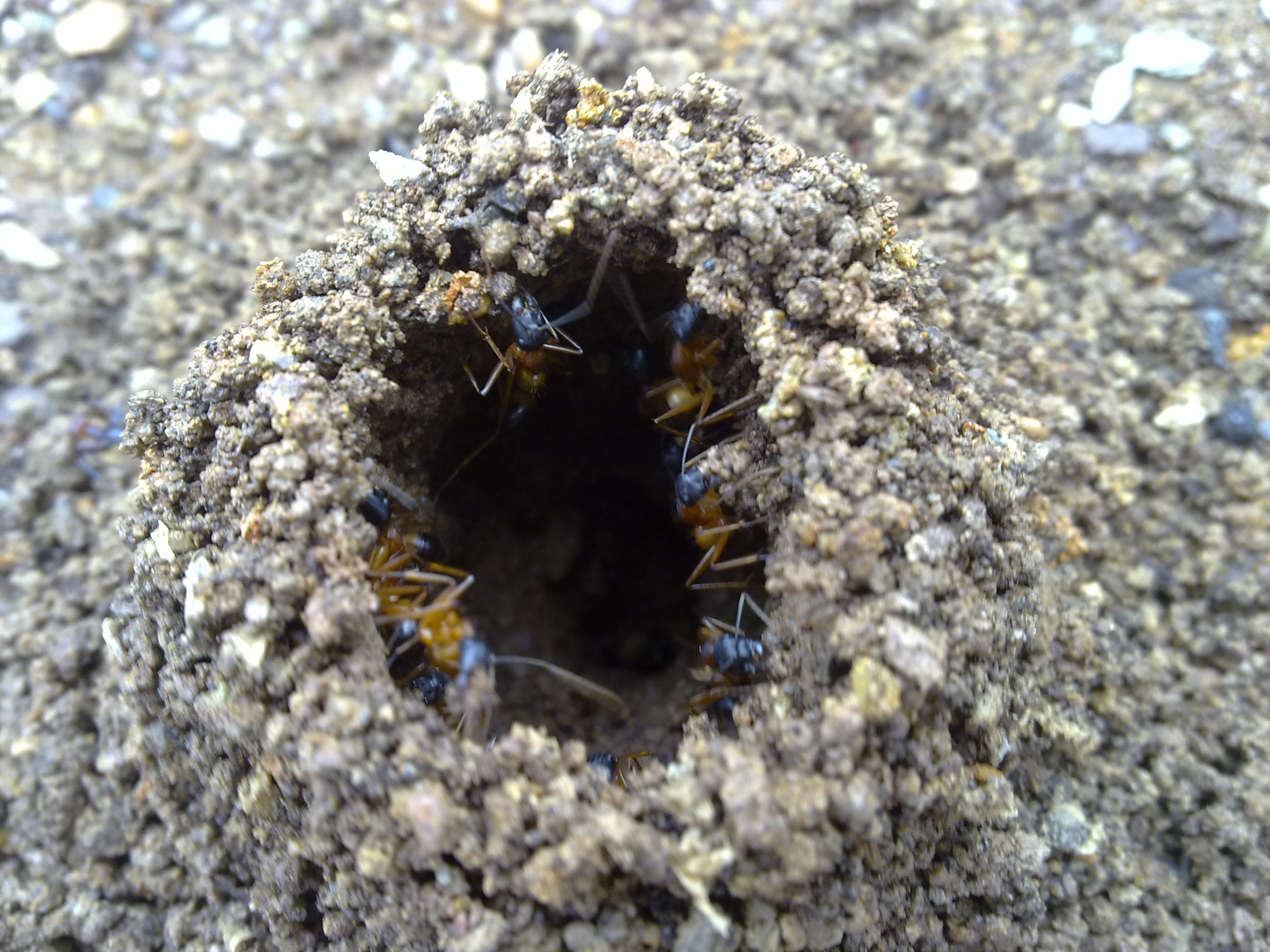
مورچه های شکر نواری لانه خود را پس از باران بازسازی می‌کنند.

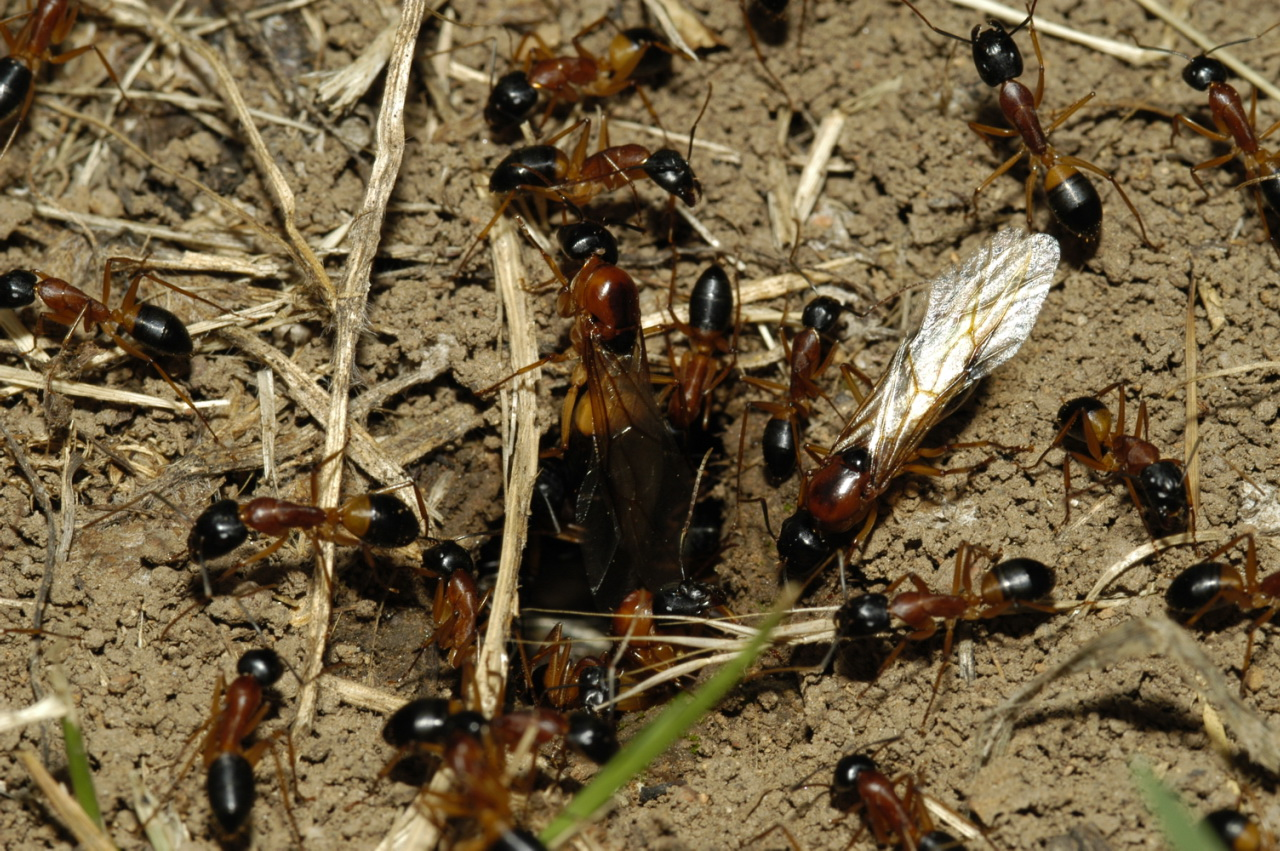
ملکه از لانه برای یک نبرد جفت گیری بیرون می‌آید.